# 穴太廃寺
座標: 北緯35度3分12.6秒 東経135度51分59.3秒 / 北緯35.053500度 東経135.866472度
穴太廃寺（あのうはいじ）は、現在の滋賀県大津市の穴太・唐崎にまたがる飛鳥時代のものと推定される仏教遺跡。1997年（平成9年）9月11日に国の史跡に指定された。

## 概要
穴太は大津宮に近く、古くから古代の瓦が出土することが知られていたが、1973年（昭和48年）に寺院遺構の一部が見つかったのをきっかけに注目され、1984年（昭和59年）に大規模調査が実施された。その結果、建立時期と伽藍配置がやや異なる新旧2つの伽藍跡が重なって検出された。第一次伽藍は詳細は不明ながら、西に金堂・東に塔を配しこれを回廊で囲んだ川原寺式または法起寺式伽藍配置と推定される。第二次伽藍は西に金堂・東に塔・北に講堂を配した法起寺式伽藍配置である。第一次伽藍は中軸線がやや北東に振れるのに対して、第二次伽藍はほぼ南北方向の中軸線に沿って配置されている。両方の伽藍遺構の状況から、創建伽藍が火災等で失われて再建されたのではなく、何らかの事情で移築・改装されたものとみられている。出土した瓦に刻まれた干支「庚寅」「壬辰」をそれぞれ630年・632年と解して、舒明天皇の時代（630年代）に建立され、大津宮造営に伴って新しい都の地割に一致させるために改築されたという説が唱えられている。また、遺構の状況から平安時代までは存続していたと考えられている。